# Teratophyllum arthropteroides
Teratophyllum arthropteroides är en träjonväxtart som först beskrevs av Christ, och fick sitt nu gällande namn av Holtt. Teratophyllum arthropteroides ingår i släktet Teratophyllum och familjen Dryopteridaceae. Inga underarter finns listade.